# Phthiracarus benoiti
Phthiracarus benoiti är en kvalsterart som beskrevs av Balogh 1958. Phthiracarus benoiti ingår i släktet Phthiracarus och familjen Phthiracaridae. Inga underarter finns listade i Catalogue of Life.